# Шодён
Шодён (фр. Chaudun) — коммуна во Франции, находится в регионе Пикардия. Департамент коммуны — Эна. Входит в состав кантона Виллер-Котре. Округ коммуны — Суасон.
Код INSEE коммуны — 02172.

## Население
Население коммуны на 2010 год составляло 261 человек.
| 1962 | 1968 | 1975 | 1982 | 1990 | 1999 | 2010 |
| ---- | ---- | ---- | ---- | ---- | ---- | ---- |
| 222  | 234  | 294  | 257  | 287  | 282  | 261  |

## Экономика
В 2010 году среди 170 человек трудоспособного возраста (15—64 лет) 125 были экономически активными, 45 — неактивными (показатель активности — 73,5 %, в 1999 году было 65,1 %). Из 125 активных жителей работали 116 человек (67 мужчин и 49 женщин), безработных было 9 (2 мужчин и 7 женщин). Среди 45 неактивных 13 человек были учениками или студентами, 14 — пенсионерами, 18 были неактивными по другим причинам.